# Spilosoma whiteheadi
Spilosoma whiteheadi är en fjärilsart som beskrevs av Rothschild 1910. Spilosoma whiteheadi ingår i släktet Spilosoma och familjen björnspinnare. Inga underarter finns listade i Catalogue of Life.